# Église Notre-Dame-de-l'Assomption de Bourbonne-les-Bains
L'église Notre-Dame est une église située sur le territoire de la commune de Bourbonne-les-Bains, dans le département français de la Haute-Marne et la région Grand Est.

## Historique
L'église Notre-Dame est classée monument historique sur la liste de 1875.

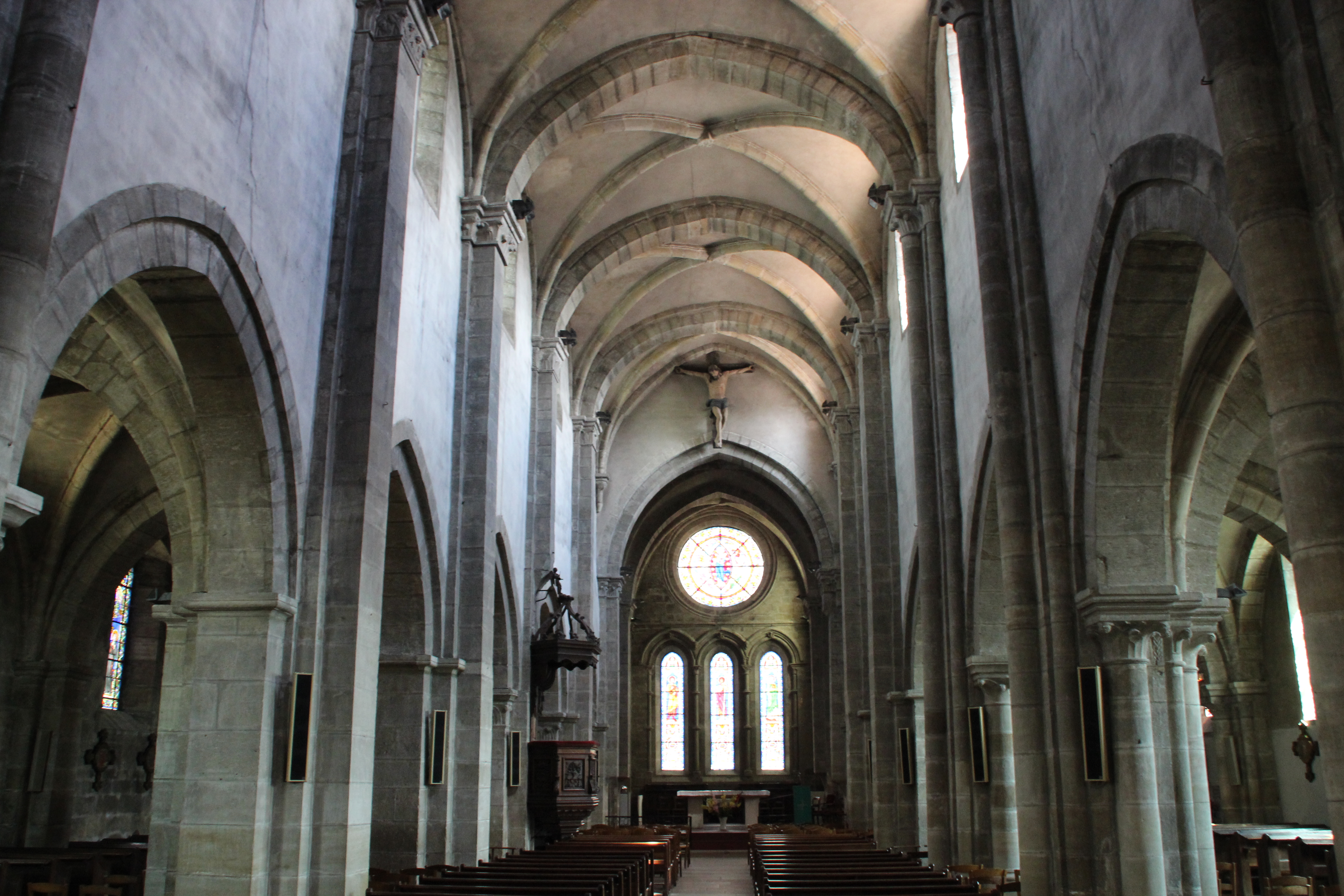
La nef,
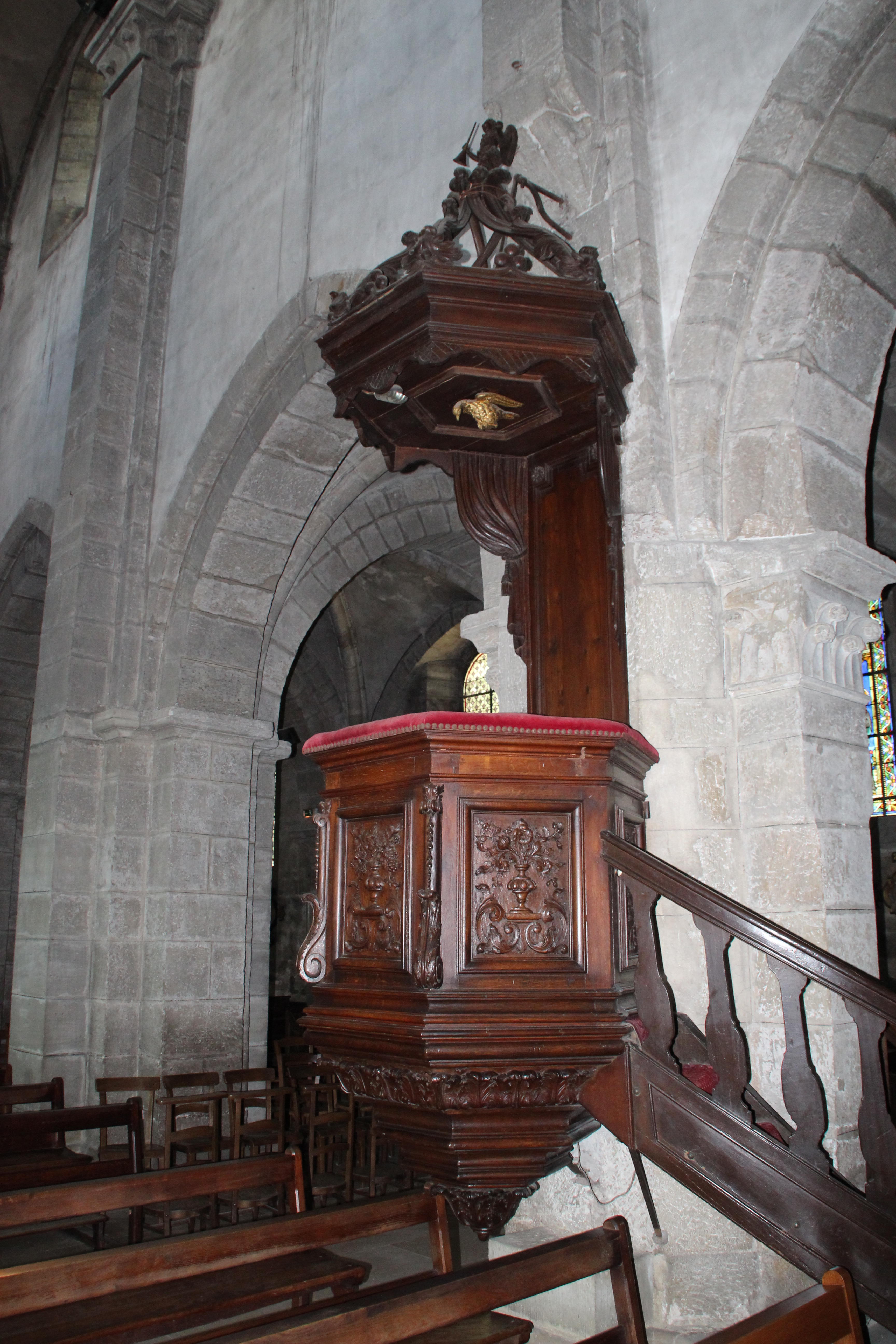
lLa chaire,
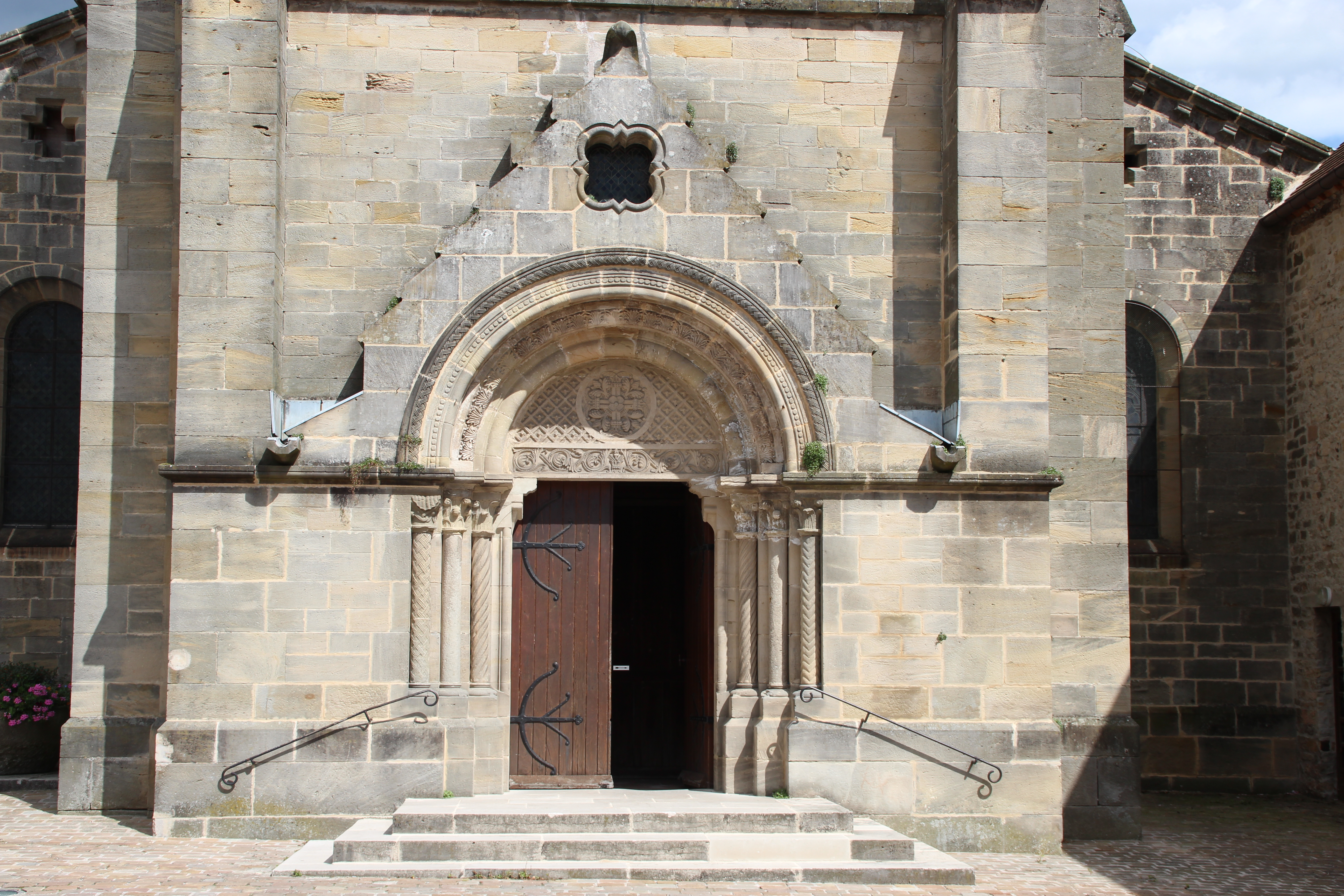
Le portail occidental,
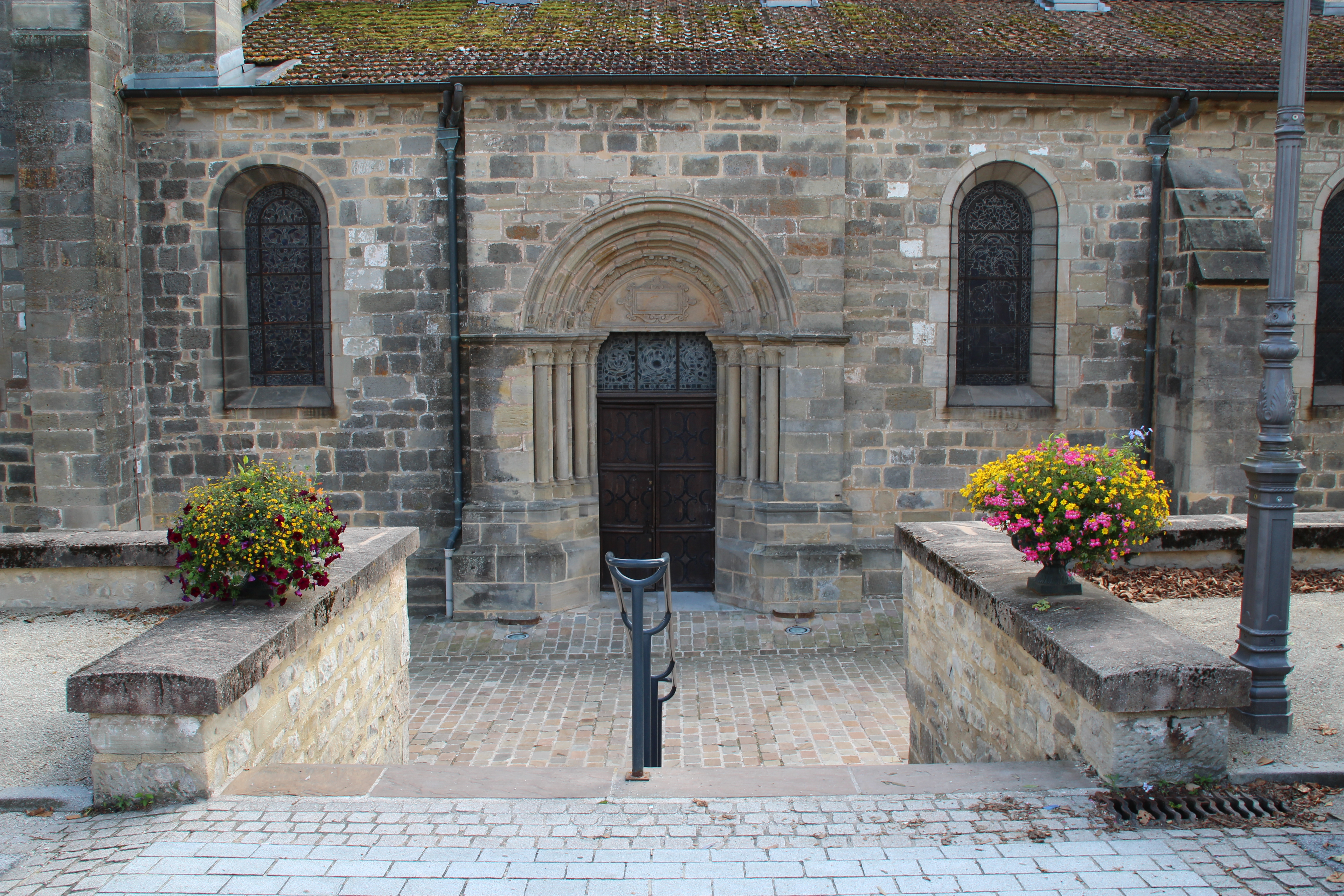
Autre portail.

## Architecture
Construite avec une nef et ses bas-côtés. Son porche roman est surmonté d'une rosace. Son clocher est sur le bas-côté nord proche du chevet plat. La première travée fut rajoutée en 1875 par Antoine de Baudot. Sa statue de Vierge à l'Enfant du XIVe en marbre et une autre qui provient de l'ancien prieuré bénédictin, les fonts baptismaux du XVIe sont des objets remarquables.

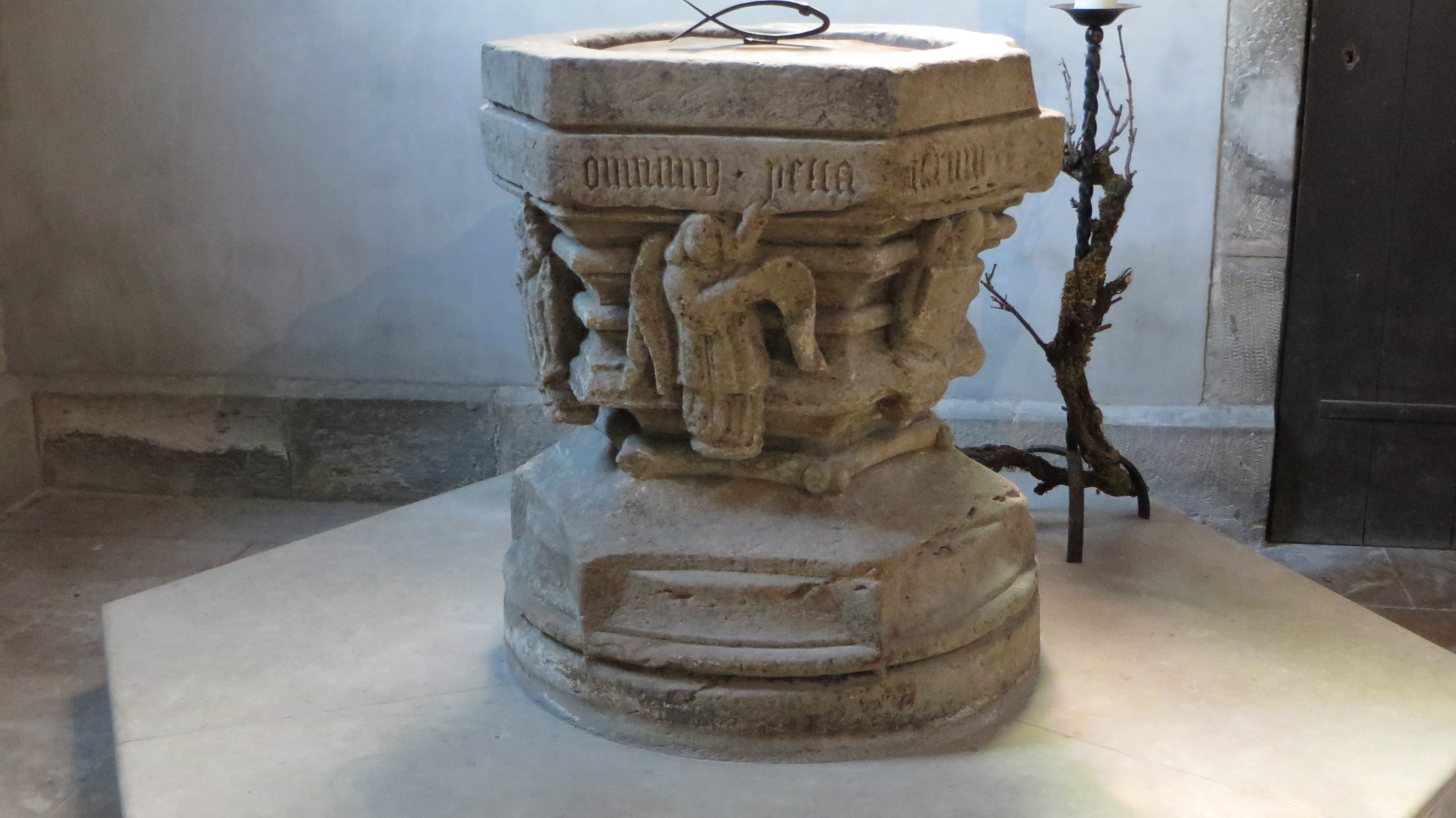
Fonts baptismaux.
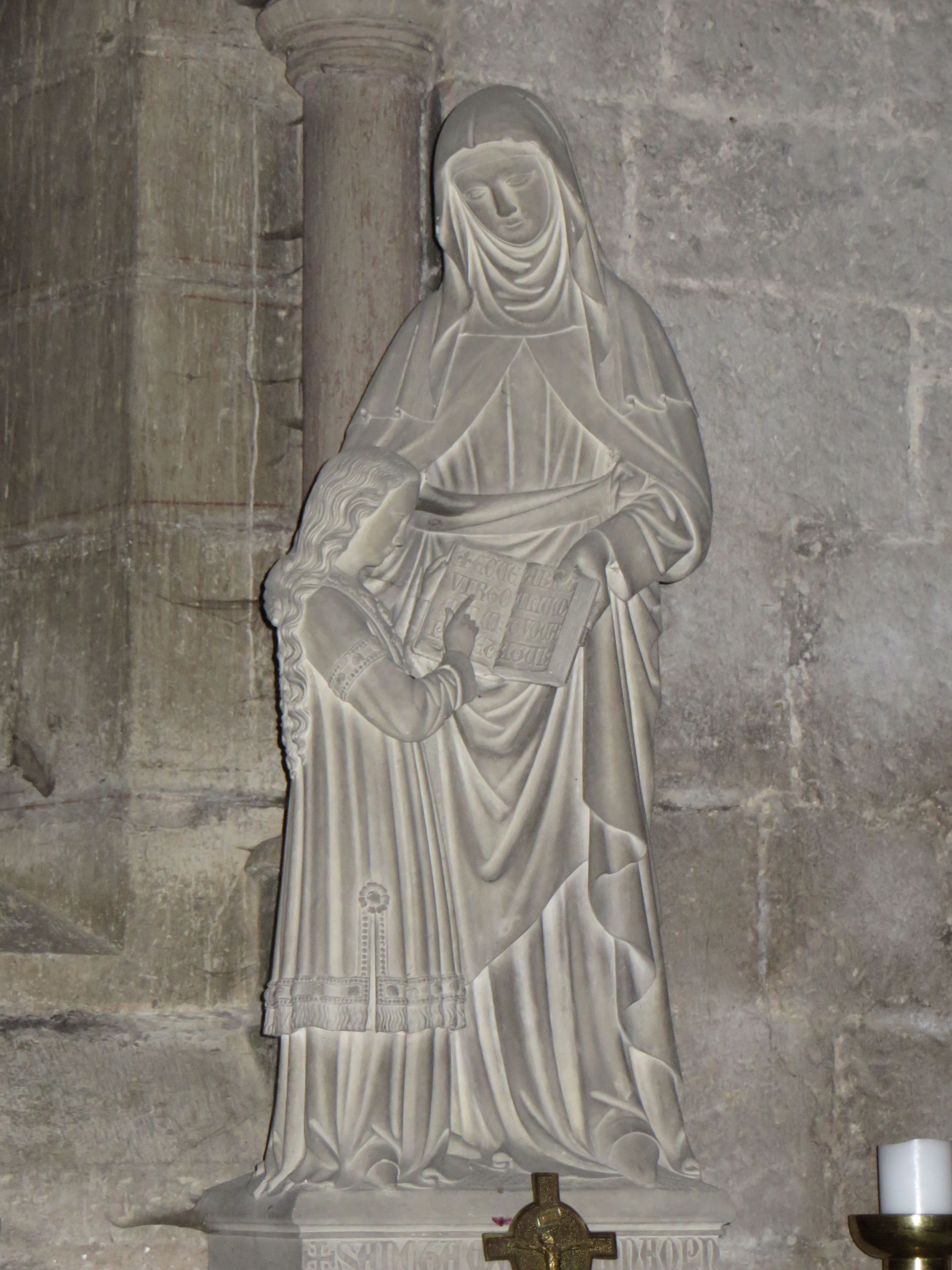
Marie jeune et sainte Anne.
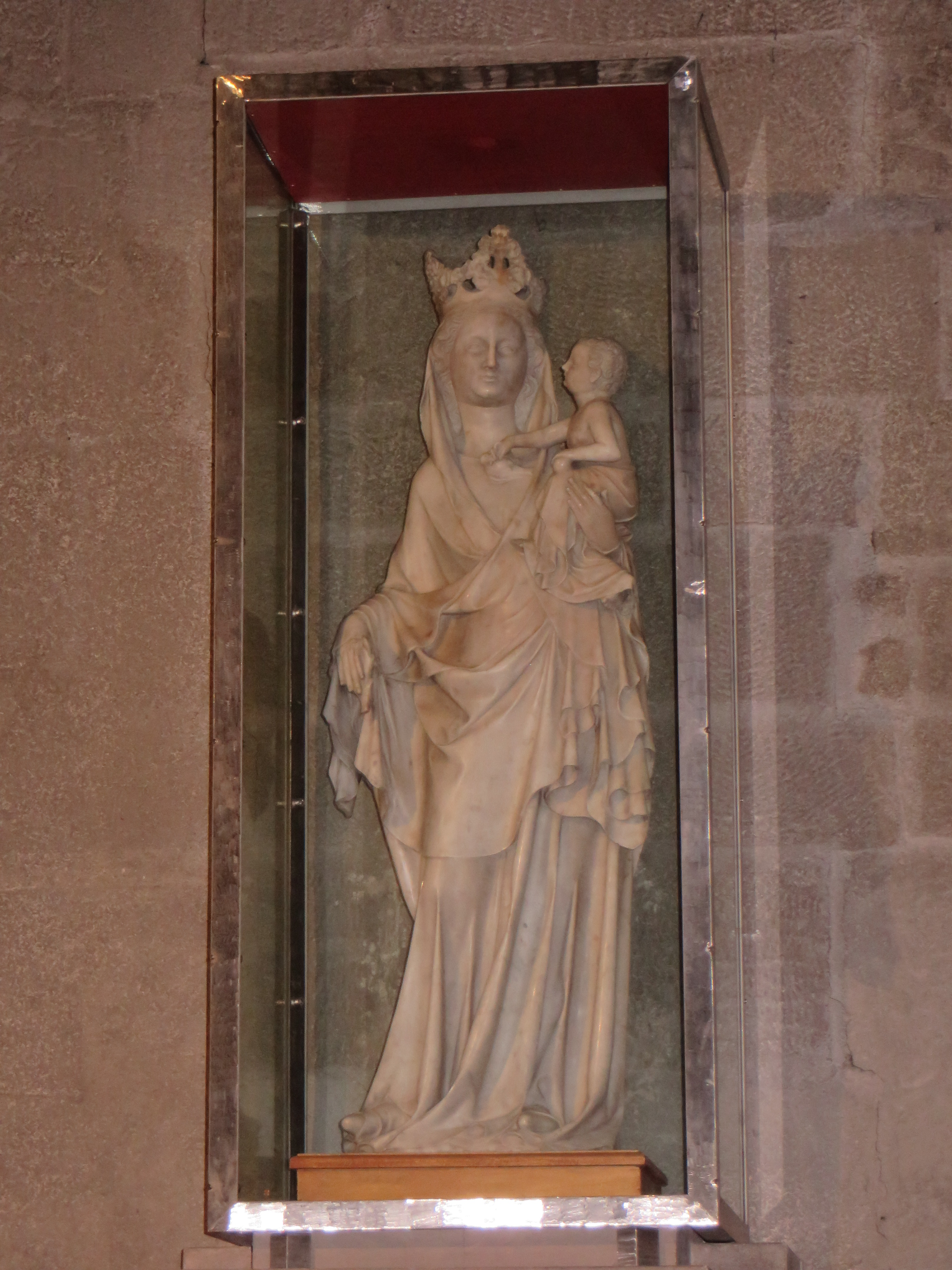
Vierge à l'Enfant.